# Göran Silfverhielm
Göran Silfverhielm ( Jöran Silfwerhielm ), född 1681 i Småland, död 7 januari 1737, var en svensk fältmarskalk. Han förlänades friherrevärdighet 1719, och befordrades till fältmarskalk 1734. Ligger begraven Näsby kyrka, Vetlanda kommun. Bland annat var han en av de officerare som följde Karl XII till Bender efter katastrofen vid Poltava och Perevolotjna. Hans friherrliga ätt utgick på svärdssidan år 1978 och på spinnsidan år 2010.

## Militär karriär
Silfverhielms militära bana inleddes 1696. Han befordrades till major vid Södra skånska kavalleriregementet 1704, överstelöjtnant 1706, överste och chef för Smålands kavalleriregemente 1716, generalmajor 1717, generallöjtnant 1719, chef för Livregementet till häst 1728 och fältmarskalk 1734.

## Familj
Silfverhielm var gift med Hedvig Ulrika Ekeblad, dotter till den förmögne och inflytelse landshövdingen Claes Ekeblad den äldre. 
Barn:
1. Ulrik Fredrik, död späd 1719-06-11 i Eksjö.
2. Carl Adam, född 1719. Överste. Död 1771.
3. Claes Erik, född 1725. Generallöjtnant och landshövding. Död 1792.
4. Fredrik, född 1726. Överstelöjtnant. Död 1783.
5. Göran, född 1727-09-11.